# Unzen (gora)
Gora Unzen (雲仙岳, Unzen-dake) je aktivna vulkanska skupina več prekrivajočih se stratovulkanov v bližini mesta Šimabara, prefektura Nagasaki na otoku Kjušu, najjužnejšem japonskem glavnem otoku.
Leta 1792 je propad ene od številnih kupol iz lave sprožil megacunami, ki je v najhujši vulkanski katastrofi na Japonskem ubil 14.524 ljudi. Vulkan je bil nazadnje aktiven od leta 1990 do 1995, velik izbruh leta 1991 pa je povzročil piroklastični tok, ki je ubil 43 ljudi, vključno s tremi vulkanologi.
Njegova najvišja vrhova sta Fugen-dake (普賢岳) s 1359 metri in Heisei-šinzan (平成新山) s 1486 metri. Slednji je nastal med izbruhi zgodnje, istoimenske dobe Heisei (1989–2019).

## Pregled
Gora Unzen (ali Unzen-dake) se dviga v osrednjem delu polotoka Šimabara v prefekturi Nagasaki.Je na zunanjem obroču kaldere Čidživa s središčem v zalivu Tačibana na zahodu polotoka. Sestavljena je iz skupno več kot 20 gora, vendar je bila kompleksnost v obliki Unzen-dake izražena z različnimi številkami (kot sta Mitake Goho/Mimine Godake kot 24. vrhov ali Jacuha kot 36. vrhov). Posledično je bila v ožjem smislu skovana uporaba le osmih gora (včasih treh gora), zgodovinsko gledano pa je to ime, ki se nanaša na celotno gorovje, ki se dviga nad morjem. Pogosto ga zamenjujejo z imenom najstarejšega vrha Fugen-dake.
Okoli najvišjega vrha Heisei-šinzan (1483 m) so Fugen-dake (1359 m), Kunimi-dake (1347 m), Mjoken-dake (1333 m), Nodake (1142 m), Kusenbedake (1062 m) in Jadake (943 m). Fugen-dake in Heisei-šinzan pridobivata magmo iz kaldere Čidživa. Z drugimi besedami, dovaja se iz magmatske komore pod zalivom Tačibana pri Obami Onsen. Glavni vrh je Fugen-dake, vendar je vulkanska aktivnost od leta 1990 (Heisei 2) do 1995 (Heisei 7) povzročila Heisei-šinzan, ki je bil višje v nadmorski višini. Heisei-šinzan je tudi najvišji vrh v prefekturi Nagasaki.
Unzen se je prvotno glasil onsen v zapisu vročega vrelca, vendar je bil spremenjen v trenutni zapis, ko je bil označen kot narodni park. V bližini vrha Fugen-dake je bila med pacifiško vojno zgrajena vojaška radarska baza, kjer je bilo nameščenih približno 100 ljudi.

## Zgodovina izbruhov

### Prazgodovina do oktobra 1990
Gora Unzen je del polotoka Šimabara, ki je v milijonih let doživel obsežen vulkanizem. Najstarejši vulkanski nanosi v regiji so stari več kot 6 milijonov let, obsežni izbruhi pa so se zgodili po celotnem polotoku pred 2,5 do 0,5 milijona let.
Začetki kompleksa Unzen segajo v nastanek tektonskega jarka s prelomom skorje. To je povzročilo, da so se deli polotoka pogreznili do 1000 metrov pod morsko gladino in morda povzročili lokalizacijo eruptivne dejavnosti na enem mestu znotraj jarka. Izbruhi dacitne lave so se začeli z mesta nekoliko južneje od današnje gore Unzen in se sčasoma preselili proti severu.
V prvih 200.000 letih je vulkan hitro rasel in oblikoval zelo velik stožec. Poznejši izbruhi v naslednjih 150.000 letih so zapolnili velik del jarka. Sprva so v dejavnosti prevladovali kockasti tokovi andezitne lave in pepela, ki so se pred 500.000 do 400.000 leti spremenili v tokove dacitnega plovca in usedlin pepela. V obdobju od 400.000 do 300.000 let nazaj so se pojavila velika območja piroklastičnega toka in laharskih usedlin; te tvorijo večji del vulkanske pahljače, ki obdaja vulkan. Pred 300.000 do 150.000 leti so se nalagale debele freatomagmatske usedline, kar kaže na to, da je bilo pogrezanje vulkana v njegov jarek v tem obdobju hitro.
Dejavnosti od pred 150.000 leti do danes so potekale na številnih lokacijah okoli vulkanskega kompleksa, pri čemer so bile v različnih časih zgrajene štiri glavne kupole: No-dake (stara 70–150.000 let), Mjōken-dake (stara 25–40.000 let), Fugen-dake (mlajša od 25.000 let) in Maju-jama (4000 let). Fugen-dake je bil kraj večine izbruhov v zadnjih 20.000 letih in leži približno 6 kilometrov od središča Šimabara.
Decembra 1663 je Fugen-dake izbruhnil in povzročil tokove lave, ki so prekrili gozd v razdalji več kot 1 km. Spomladi naslednjega leta je prišlo do poplave iz kraterja otoka Kudžuku, ki je na jugovzhodnem bregu Fugen-dake na nadmorski višini 600 metrov. Več kot 30 jih je bilo ubitih.
Najsmrtonosnejši izbruh Unzena se je zgodil leta 1792, začel pa se je s potresom novembra prejšnjega leta. 10. februarja 1792 so se začeli izbruhi iz kraterja Džigokuato v Fugen-dakeju. Tokovi lave so se začeli 1. marca in se nadaljevali skoraj dva meseca. 22. marca so nastali vulkanski oblaki, iz kraterja pa je tekla tudi lava. 25. marca so se dvignili hlapi in lava je tekla po severovzhodnem delu Fugen-dake v skupni dolžini 2,7 km. Sčasoma se je vzhodni bok kupole Maju-jama ob potresu po izbruhu nepričakovano zrušil, kar je povzročilo zemeljski plaz v zaliv Ariake. To je povzročilo cunami, ki je po ocenah ubil okoli 15.000 ljudi. Od leta 2011 je to najhujši vulkanski izbruh na Japonskem.

### Od novembra 1990 do maja 1991
Po letu 1792 je vulkan ostal v mirovanju, dokler ni ponovno izbruhnil novembra 1990.
Začelo se je s počasi nastajajočo aktivno fazo leta 1968, s prvimi roji potresov, ki so se nadaljevali do leta 1975. Fugen je izvrgel velike količine vulkanskega plina, kar je prizadelo okoli trideset cedrov. Leta 1975 so v okolici našli trupla ptic in živali ter zaznali visoke koncentracije ogljikovega dioksida, ki izhaja iz razpok kamnin. Poročali so tudi, da so na tem območju med izbruhom leta 1792 izbruhnili vulkanski plini. Potresi so se pojavljali občasno od leta 1975, vendar je bilo 89 občutljivih potresov z močnimi tresenji, ki ustrezajo največji seizmični intenzivnosti 5 od junija do septembra 1979. V Šimabara Onsen je bilo mesto, kjer je od leta 1975 koncentracija raztopljenega ogljikovega dioksida močno narasla in se povečala za 30 %. Od aprila 1984 so se roji pojavljali v zalivu Tačibana. Potres z magnitudo 5,7 in seizmično intenzivnostjo 5 se je zgodil avgusta blizu južne strani Hajame. Zaradi tega potresa so opazili dvig polotoka Šimabara in začela se je dobava magme iz zaliva Tačibana.
Novembra 1989 se je potresni roj začel približno 20 km pod njim in 10 km zahodno od Fugen-dake. V naslednjem letu so se potresi nadaljevali in njihovi hipocentri so se postopoma selili proti vrhu. Končno so 17. novembra 1990 (Heisei 2) prvi freatski ali parni izbruhi začeli bruhati iz dveh krajev blizu svetišča na vrhu. Ti izbruhi so omogočili le izhlapevanje vroče vode in pepela, ki sta se dvignila iz dveh kraterjev. Decembra istega leta se je stanje vulkana umirilo in kazalo je, da ga bo konec, a je ponovno izbruhnil 12. februarja 1991 ter 3. in 4. aprila. Izbruh se je okrepil 9. maja.
15. maja je prišlo do prvega drobirskega toka, ki ga je povzročil nakopičen vulkanski pepel na vrhu, na zahodni strani kraterja so nastale številne razpoke, ki so se raztezale v smeri vzhod-zahod. Po tem napihovanju območja vrha je bilo potrjeno, da se je 20. maja 1991 pojavila sveža lava. Lava je bila tako viskozna, da ni iztekla, temveč je postala kupola, ki je nastala v kraterju. Kupola lave je rasla kot breskev, na koncu se je pod lastno težo razcepila in sesedla na štiri dele. Po tem je kupola še naprej rasla, nenehno oskrbovana s svežo lavo iz kraterja pod njo, kar je ustvarilo nove režnje, ki so viseli z vrha. Od 1. do 13. režnja so bili poimenovani v vrstnem redu, v katerem so bili oblikovani. Sesedanje kupole lave se je začelo dogajati, ko so mehurčki, ki jih je izrinila na novo dobavljena magma, začeli popuščati na pobočju, kar je povzročilo pojav, znan kot piroklastični tok (v katerem ostanki in vulkanski plini tečejo po pobočju s hitrostjo 100 km/h).

### Nesreča zaradi izbruha 3. junija 1991
Zaradi nevarnosti nadaljnjih katastrofalnih dogodkov so oblasti z njihovih domov evakuirale 12.000 prebivalcev. 3. junija 1991 je vulkan močno izbruhnil, verjetno zaradi znižanja tlaka v stebru magme po zemeljskem plazu v kraterju. Piroklastični tok, ki ga je sprožila zrušitev kupole lave, je dosegel 4,5 km od kraterja in terjal življenja 43 znanstvenikov in novinarjev, vključno z vulkanologoma Katio in Mauriceom Krafftom ter Harryjem Glickenom.

#### Pred izbruhom
Prvi drobirski tok v reki Mizunaši (ki je ob vznožju Unzen-dake) se je zgodil 15. maja, drugi pa so se nadaljevali zaporedoma 19., 20. in 21. maja. Mesto Šimabara je vsakič priporočilo evakuacijo mestom v porečju reke Mizunaši, kar je povzročilo nemoteno evakuacijo prebivalcev in brez človeških žrtev.
Toda 20. maja, ko se je kupola lave pojavila na Fugen-dake in je še naprej rasla dan za dnem, se je 24. maja del kupole zrušil in pojavil se je prvi piroklastični tok. Po tem so se pogosto pojavljali majhni piroklastični tokovi, ki so 26. maja dosegli razdaljo 2,5 km vzhodno od kupole lave in 3 km 29. maja. 26. maja, ko se je konica piroklastičnega toka približala na 500 m od najbližjih zasebnih hiš je mesto Šimabara izdalo priporočilo za evakuacijo za naselja Kita-Kamikoba, Minami-Kamikoba, Širataki, Tendžin Motomači in Fudan Motomači – vsa v porečju reke Mizunaši. Priporočilo za evakuacijo je bilo izvedeno brez težav.
Da bi na film posneli dejavnost piroklastičnega toka, so množični mediji izbrali mesto znotraj svetovalnega območja za evakuacijo. To mesto je bilo 4 km stran od kupole lave, 700 m stran od reke Mizunaši (kjer so bili tokovi naplavin pogosti) in visoko 40 m. To mesto fotografiranja je bilo na prefekturni cesti v vasi Kita-Kamikoba, mediji pa so ga imeli radi, ker so lahko videli Fugen-dake neposredno pred njimi. Uveljavil se je vzdevek »fiksna točka«. Po prvem piroklastičnem toku 24. maja se je na tej točki zvrstilo več kot ducat članov medijev. Leta 1991 so mediji začeli uporabljati barvne fotografije na papirju in ko je katastrofa Fugen-dake postala stalna tema poročanja, so podjetja začela tekmovati za barvne fotografije. Konkurenca je postala še hujša, ko je Mainiči Šimbun 28. maja uspel posneti nočne piroklastične tokove.
Dejstvo, da so bili piroklastični tokovi prvič posneti v jasnih slikah, je pritegnilo veliko pozornosti z vsega sveta in številni vulkanologi in vladni uradniki so vstopili v evakuacijsko svetovalno območje za intervjuje in fotografiranje. 28. maja je Ministrstvo za gradbeništvo (takrat uradniki Zavoda za raziskave javnih del) objavilo sliko, posneto ob vstopu na pot prejšnjih piroklastičnih tokov pod kupolo lave, druga skupina pa 1. ali 2. junija popoldne, ko so vstopili na konico poti nanosa, so približno eno uro raziskovali lokacijo, fotografirali vzorec in ga objavili.
Poleg tega se je okrog Unzen-dake začelo zbirati veliko obiskovalcev, da bi videli izbruhe. Ker je bila 2. junij nedelja, se je veliko obiskovalcev iz drugih prefektur zbralo okoli reke Mizunaši in z daljnogledom opazovalo piroklastične tokove ter jih fotografiralo z video kamerami. Zaradi tega se je promet zgostil.
Vendar so bili 26. maja novinarji Asahi Šimbuna opozorjeni, da jih bodo verjetno zajeli oblaki, in v priporočilu za evakuacijo so bili pozvani, naj zapustijo »fiksno točko« in poiščejo drugo območje. Po besedah fotografa, ki je nadaljeval fotografiranje kupole lave iz helikopterja, »dno se širi od jezu Sabo reke Mizunaši, in če pride do velikega piroklastičnega toka, obstaja velika možnost, da udari v fiksno točko.« Asahi Šimbun je zapustil svoj položaj in se umaknil mimo avtobusne postaje Cucuno, da bi namesto tega 28. maja postavil točko v mestu Fukae zunaj območja evakuacije in od tam prešel na 24-urno slikanje. Na »fiksni točki« je bila pokritost v bližini omejena na patrulje.
Podobno je Japonska radiodifuzna korporacija (NHK) od konca maja prenehala snemati iz evakuiranega območja in poskrbela za kamero brez posadke na območju Kamikobe. Dokler pa kamera brez posadke ni bila pripravljena, so fotografa, ki je bil spuščen nazaj, 1. junija znova premaknili na območje Kamikoba. Evakuacijsko območje se je nato zmanjšalo, saj so komercialne televizijske hiše 30. in 31. maja posnele svetlo rdečo lavo; oseba, odgovorna za informativni program (ki je odredil začetni umik osebja na prvi črti), je ukazal posneti več podobnih slik. Kamikoba se je kmalu spet pojavila kot snemalna lokacija novinarjev.
Od 15. maja, ko je bilo izdano obvestilo o evakuaciji, je gasilska enota, pristojna za okrožje Kamikoba, ostala v gasilski brigadi mesta Minami-Kamikoba ali v mestnem kmetijskem izobraževalnem centru Kita-Kamikoba (ki je bil sprva evakuacijski dom za domačine). 29. maja so jih zaradi pogostih pojavov piroklastičnih tokov evakuirali iz gasilske postaje v mestu Minami-Kamikoba v javno dvorano Širatani v spodnjem toku reke Mizunaši, 2. junija pa so se vrnili v center za kmetijsko usposabljanje v Kiti-Kamikoba. To je bilo zaradi naslednjih razlogov:
- Zaradi prehodnega zatišja padavin je pojav drobirskega toka postal redkejši, zato je bilo ocenjeno, da je območje, kjer so piroklastični tokovi izstopali, strmo in ne dosega blage strmine navzdol. Evakuacija za Tendžin Motomači in Fudano Motomači je bila preklicana, prav tako za Širatani. Zato se gasilci niso smeli več zadrževati v mestih dolvodno od območja Kamikoba, saj so bila priporočila za evakuacijo zdaj preklicana.
- 29. maja so se nadaljevale priprave na deževno sezono, prav tako pa tudi odstranjevanje usedlin iz reke Mizunaši. Toda žični senzorji, ki so bili nameščeni za zaznavanje pojavov drobirskih tokov, so bili 26. maja odrezani v nizu piroklastičnih tokov in pričakovali so, da se bodo še obnovili. Posledično je bilo odločeno ročno spremljati zgornji del reke Mizunaši. Kmetijski izobraževalni center v Kita-Kamikobi je bil naklonjen temu, saj se je nahajal višje od gasilske postaje Minami-Kamikoba.
- 2. junija je več poročil s tiskovne konference generalnega direktorja Šimabara podrobno opisalo več ekip televizijskih postaj, ki so brez dovoljenja vdirali v domove, si izposojali telefone in električne vtičnice ter smetili okolico. Poleg tega so se prebivalci po 26. maju vračali, da bi iz svojih domov pobrali osebne stvari, ali vstopili na območje Kamikobe, da bi opravili gospodinjska ali kmetijska dela, zato se je zdelo potrebno voditi njihovo evakuacijo v nujnih primerih. Posledično je bilo priročno, da je kmetijska šola (ki je bila blizu »fiksne točke«) spremljala obnašanje novinarjev in vse bližnje domačine opozarjala na nevarnost.

V nedeljo, 2. junija, je vseh 20 članov gasilskega društva Kamikoba prespalo na kmetijskem izobraževalnem zavodu. Ostali so v centru za usposabljanje in bili v pripravljenosti.

#### Izbruhi in piroklastični tokovi
3. junija po 15.30 uri so se pogosto pojavljali majhni in srednje veliki piroklastični tokovi, prvi večji piroklastični tok pa se je zgodil ob 3.57. Čeprav ta piroklastični tok (in njegov posledični piroklastični val) ni dosegel »fiksne točke«, se je vidljivost v bližini znatno poslabšala, ker je vulkanski pepel iz razpršenega oblaka prekril okolico, poleg padavin, ki so se nadaljevale od jutra.
Ob 16:08 je prišlo do drugega velikega piroklastičnega toka, ki se je spustil v dolino reke Mizunaši in dosegel 3,2 km vzhodno od kupole lave. Čeprav je glavnina toka še naprej sledila reki, se je nastali piroklastični val razširil v obliki pahljače, ko je zapustil ustje doline in se nadaljeval dlje ter zadel mesto Kita-Kamikoba (4 km stran od lavne kupole) in se končno ustavil blizu avtobusne postaje Cucuno (5 km stran). Piroklastični tok je tekel tudi po reki Akamacu-dani, vendar je spremenil smer zaradi sunka vetra z juga, kar je prebivalcem, gasilcem in fotografom omogočilo pobeg.
Na »fiksni točki« so predstavniki medijev svoje najete taksije in službene avtomobile sprva pustili na cesti s prižganim motorjem, obrnjenimi proti jugu, da bi lahko v primeru nepredvidenega dogodka takoj pobegnili. Vendar je bilo vidno polje slabo zaradi razpršitve pepela iz prejšnjega piroklastičnega toka, pa tudi zaradi prisotnosti dežja, skoraj nemogoča pa je bila evakuacija tudi z vetrne strani, saj bi jih piroklastični val, ki bi pritekel iz Akamacu-dani reke prekinil. Član gasilske brigade kmetijske učne postaje, nekaj sto metrov stran od »fiksne točke«, je napačno domneval, da je bučanje piroklastičnega toka namesto tega povzročil drobirski tok, in ga je zajel piroklastični val, ko je zapustil postajo za preverjanje reke Mizunaši. Mnogi člani so sami pobegnili iz svetovalnega območja za evakuacijo, vendar so utrpeli hude opekline in poškodbe dihalnih poti. Kot rezultat, 16 predstavnikov medijev (vključno z izrednimi študenti), trije vulkanologi (Krafft in Harry Glicken), 12 gasilcev, ki so bili na straži, štirje taksisti, dva policista, ki sta prišla s policijskim avtomobilom, da bi vodila evakuacijo, dva delavca, ki sta odstranjevala oglasno desko za volitve mestnega sveta, in štirje prebivalci, ki so delali v kmetijstvu, so bili ubiti. Nesreča je povzročila 43 mrtvih ali pogrešanih in devet ranjenih. Fotograf časopisa Yomiuri Shimbun je umrl s svojim Nikonom F4 v rokah. Kamera je posnela sedem slik piroklastičnega toka, čeprav je bil razbarvan zaradi vročine. Vsa območja okoli »fiksne točke«, kjer je bilo veliko žrtev, so bila znotraj priporočenega evakuacijskega območja.
Profesionalna video kamera, ki jo je uporabljal snemalec NTV, ki je umrl v piroklastičnem toku, je bila odkrita junija 2005. Kamera se je stopila zaradi visoke temperature, ki jo je povzročil piroklastični tok, in je bila resno poškodovana, vendar je bil trak, ki ga je vsebovala, predvajan, čeprav je bil skoraj 15 let zakopan pod vulkanskimi usedlinami. Videoposnetek, narejen s kamero, prikazuje novinarje, ki opazujejo prvi piroklastični tok, nato pa nadaljujejo s poročanjem, potem ko so premaknili svoj položaj na »fiksno točko«. Prikazuje tudi policijske avtomobile, ki so napovedali evakuacijo, vsi pa niso vedeli za približevanje drugega velikega piroklastičnega toka. Posnetek in zvok sta bila posneta in obnovljena, čeprav močno poškodovana in deformirana (videoposnetek se konča, ko snemalec opazi zvok, ki je očitno povezan z nastajajočim piroklastičnim tokom, in vpraša »Kaj je ta zvok?«, medtem ko kamero obrača v smeri gore Fugen). Ta video je bil predvajan 16. oktobra 2005 in je zdaj razstavljen v spominski dvorani Unzendake Disaster Memorial Hall (mesto Šimabara) poleg stopljene kamere.
Ni jasno, kaj je povzročilo tako izjemno velikost drugega, obsežnega piroklastičnega toka 3. junija. Domneva se, da se je težek s pepelom poln steber, ki se je dvigal nad glavnim tokom, zrušil med spuščanjem, kar je povzročilo val. Poudarjeno je bilo tudi, da se je ob zrušitvi kupole odlomilo 0,5 milijona kubičnih metrov strjene lave, ki je zatem pustila pomembno brazgotino po zrušitvi, kar nakazuje, da je velikost zrušitve kupole (in ne zrušitev stebra) sprožila val. Druge razlage pojasnjujejo dejstvo, da so prejšnji laharji in piroklastični tokovi napolnili dolino Mizunaši, dvignili gladino rečne struge in povečali verjetnost, da bo tok 'preskočil' grebene, ki bi ga nekoč ustavili. v dokumentarcu iz leta 2011 Face au Volcan Tueur (francosko za Soočenje z vulkanom ubijalcem) so lahko nepričakovani val povzročile freatske eksplozije, ko je glavnina piroklastičnega toka tekla po dveh slapovih ob izvirih reke in razdrobila delce plazu in širjenje energije prekrivajočega oblaka plina in pepela.

#### Učinki in posledice
Piroklastični tokovi so se nadaljevali v naslednjih nekaj dneh po izbruhu 3. junija, vendar naj bi bili manjši in manj pogosti. Kljub temu so bila reševalna prizadevanja in premiki, da bi našli trupla žrtev, moteni in zastali zaradi vedno prisotne nevarnosti. Oblasti so na koncu uspele pridobiti 27 trupel in jih pripeljati v tempelj Anyoji. Štiri trupla žrtev niso bila nikoli najdena in so takrat poročali kot pogrešane, vendar so domnevali, da so mrtve. Številna od najdenih trupel so bila karbonizirana zaradi ekstremne vročine valov in so jih prepoznali po zobozdravstvenem kartonu ali osebnih predmetih, ki so jih nosili s seboj (npr. zapestne ure ali fotoaparati). Sedemnajst žrtev na zunanjih robovih prizadetega območja je nekaj časa živelo, preden je kasneje podleglo poškodbam (opekline na koži in pljučih ali vdihnjen pepel v sapnik in pljuča). Zadnja žrtev naj bi umrla 8. avgusta.
Zrušitev kupole lave je sama pustila opazno brazgotino na vzhodni strani vrha, piroklastični tok in val pa sta povzročila veliko škodo v okrožju Kamikoba. Kita-Kamikoba je bila skoraj popolnoma uničena. Okoli 170 hiš je bilo uničenih, mnoge od njih so požgane zaradi močne vročine pepela. Slike so pokazale, da je piroklastični tok pustil znatne usedline v bližini ustja doline reke Mizunaši, dovolj, da so zasule hiše in samo reko. Nasprotno pa je val, ki se je ločil od toka, pustil usedline pepela med 3 in 30 centimetri, vendar so bila drevesa zravnana in številne zgradbe so gorele do naslednjega jutra. Sila valovanja je bila dovolj velika, da je avto potisnila 80 metrov po cesti.
Številnim žrtvam izbruha 3. junija bi se lahko izognili, če bi bila nevarnost piroklastičnih tokov prej bolj očitna. Čeprav je bil prvi piroklastični tok 24. maja šokanten, mnogi niso razumeli, kako smrtonosni lahko postanejo takšni dogodki. Novinar je takrat izjavil: »Vedel sem, da so precej vroče, nisem pa vedel, da jih lahko spremljajo (piroklastični valovi). Mislil sem, da bi lahko pobegnili z avtomobilom, vendar nisem vedel, v kolikšni meri je gorelo«.
Petindvajset dni po dogodku je japonska meteorološka agencija razkrila, da so bili mediji in lokalni prebivalci medtem ko so poročali o prvem zrušitvi kupole, zmedeni glede nevarnosti piroklastičnih tokov in jih ti niso posebej skrbeli. Mediji so prvotno poročali, da so bili piroklastični tokovi, ki so jih takrat opazili na Fugen-dake, »geološko majhni«, kar so mnogi ocenili kot »razsežnost, ki ne bi povzročila človeških žrtev«. 26. maja je bil gradbeni delavec, ki je upravljal jez Sabo v zgornjem toku reke Mizunaši, ujet v piroklastični tok; je preživel, a so ga z opeklinami na rokah poslali v bolnišnico. Mnogi so menili, da bi takšne opekline lahko preprečili z nošenjem srajce z dolgimi rokavi. Nevarnost pojavov ni bila pojasnjena. Poleg tega se je število piroklastičnih tokov od 25. maja do 2. junija povečalo na 165 in vsi so se ustavili pri jezu Sabo v zgornjem toku doline. Posledično se je večina medijev navadila na izbruhe in se jim ni več zdelo, da so v nevarnosti.
Mesto Šimabara je 26. maja izdalo obvestilo o evakuaciji za vasi v bližini baze Unzen, vendar se je odzvalo na prošnjo prebivalcev, naj jim patruljni policisti dovolijo vstop na območje, da se vrnejo na svoje domove (v pripravah na dolgotrajno evakuacijo). Od istega dne dalje je bila izdana »nalepka z imenom okrožja« in osebni avtomobili s tako nalepko so dobili dovoljenje za vstop na evakuirano območje. Zato je bilo veliko stanovalcev, ki so na domovih v nevarnem območju prali perilo in opravljali terenska dela. Predvsem na območju Kamikobe je bilo veliko kmetov, ki so se preživljali z gojenjem tobačnih listov, a ker so bili prisiljeni v dolgotrajno evakuacijo (od drobirskih tokov 15. maja), je njihovo delo zastalo in številnim so bili zaskrbljeni. Iz tega razloga so 4. junija v sodelovanju s pridelovalci tobaka v mestu Annaka (ki ni bilo evakuirano) prebivalci območja Kamikoba vstopili v evakuacijsko območje, da bi opravili delo pozneje kot običajno.
Vulkanologi o nevarnosti piroklastičnih tokov sprva niso govorili, ker so se bali, da bi prebivalce zagrabila panika, zlasti tiste, ki še delajo na evakuiranem območju. Mesto Šimabara in mediji so prebivalce posvarili, naj ne vstopajo v območje za evakuacijo, vendar od maja ni bila podana nobena konkretna slika o nevarnosti piroklastičnih tokov v primerjavi z nevarnostjo drobirskih tokov (ki so pred tem povzročili veliko škodo) in večina prebivalcev opozoril ni vzela resno. Mnogi so jih napačno razumeli kot oblake prahu. Glede na Raziskavo o prenosu informacij o nesrečah in odzivih prebivalcev med izbruhom Unzendake leta 1991, ki je bila izvedena leta 1992, je 75 % lokalnih prebivalcev pred 2. junijem prepoznalo tokove drobirja kot bolj nevarne od piroklastičnih tokov. Le 15 % jih je menilo, da so piroklastični tokovi bolj nevarni. Poleg tega je le 5 % prebivalcev na območju Kamikoba prepoznalo piroklastične tokove kot 'zelo nevarne'. Kot je razvidno iz rezultatov raziskave, opozorila vulkanologa niso razumeli niti prebivalci najbolj nevarnih območij.
3. junija je bilo izdano opozorilo o naplavinah zaradi dežja, ki se je začel zjutraj, in v Širataniju je bila 2. junija organizirana zabava v počastitev zmagovalca volitev v mestni svet Šimabara. Zaradi teh dveh dejavnikov se je večina prebivalce umaknila iz svetovalnega območja za evakuacijo, kar je na srečo povzročilo manj žrtev.

## Izbruhi po 3. juniju 1991
Dejavnost izbruha se je nadaljevala do marca 1995 z začasno prekinitvijo. Med letoma 1991 in 1994 je vulkan ustvaril najmanj 10.000 majhnih piroklastičnih tokov, ki so uničili približno 2000 hiš. Od leta 1993 naprej se je stopnja izliva lave postopoma zmanjševala in leta 1995 so se izbruhi končali.
Izbruhi vulkana Unzen v letih 1990–1995 so bili prvi eruptivni dogodki na svetu, kjer so bili piroklastični tokovi jasno in neprekinjeno posneti na videu (v preteklosti so bili številni piroklastični tokovi, na primer tisti na gori Pelée, posneti bodisi kot fotografije ali na majhne -videoposnetki v obsegu).
Zrušitve kupole in piroklastični tokovi so se nadaljevali.
Prva obsežna zrušitev kupole in piroklastični tokovi, ki so se zgodili po 3. juniju, so bili 15. septembra 1991. Postopno odpoved severovzhodnega boka kupole lave se je začela ob 16:44, večji tokovi pa so sledili ob 17:59 in 18:45 pred največji piroklastični tok ob 18:54. Prvi tokovi so se spustili proti SV in se ustavili tik pred Kita-Kamikobo. Glavni tok se je sprva spustil na SV bok, nato pa ga je višina Taruki preusmerila na JV, nato pa je šel skozi že opustošeno Kita-Kamikobo, kjer je ponovno mobiliziral ostanke iz izbruha 3. junija, nato pa nadaljeval proti vzhodu skozi dolinp reke Mizunaši. Ko je piroklastični tok dosegel Onokobo, se je ločil od glavnega telesa toka, in se še naprej premikal 600 m proti JV, preden je izgubil energijo in se ustavil. Val je bil dovolj močan, da je premaknil avto 120 m, zravnal in izruval velika drevesa in celo premaknil velike odpadke v Kita-Kamikobi in Onokobi. Naval je uničil osnovno šolo Onokaba in požgal 150 domov.

## Projekt znanstvenega vrtanja Unzen (USDP)
Leta 1999 se je na gori Unzen začel ambiciozen projekt za vrtanje globoko v notranjost vulkana in vzorčenje magme v kanalu izbruha 1990–1995. Projekt je upal, da bo osvetlil nekatera temeljna vprašanja v vulkanologiji, na primer zakaj magma vedno znova potuje po istih kanalih kljub strjevanju magme v njih ob koncu vsakega izbruha in kako lahko izgubi dovolj plina pri svojem vzponu, da izbruhne efuzijsko. ne pa eksplozivno.
Vrtanje se je začelo s preskusnimi vrtinami za oceno sposobnosti preživetja globoke vrtine. Izvrtani sta bili dve luknji, globoki 750 metrov in 1500 metrov, jedra iz teh lukenj pa so bila uporabljena za boljšo določitev eruptivne zgodovine Unzena. Izvrtana je bila še ena vrtina, globoka 350 metrov, da bi preizkusili metode, ki bodo uporabljene v končnem projektu vrtanja.
Glavna vaja se je začela leta 2003, začela pa se je na severnem boku vulkana s 440 mm luknjo pod kotom 25 stopinj od navpičnice. Na večjih globinah je bila smer vrtanja nagnjena proti vodu in dosegla kot 75 stopinj od navpičnice na globini 800 metrov. Vrtanje je doseglo 1800 metrov, prvotno ciljno globino, ne da bi dosegli kanal, toda julija 2004j e bil na globini 1995 metrov vod končno dosežen. Navpična globina pod vrhom je bila 1500 metrov.
Temperatura na vodu je bila približno 155 °C, kar je veliko nižje od ocen pred vrtanjem 500 °C in več. To so pripisali hidrotermalnemu kroženju, ki je pospešilo ohlajanje magme v devetih do desetih letih od konca izbruha.